# Академический хор Подольской филармонии
Академический хор Подольской филармонии — подмосковный хоровой коллектив при МБУ "Подольская филармония" (До 2022 г. Камерный хор Подольской филармонии).

## Руководство
- Основатель, художественный руководитель и главный дирижер — Кирилл Краюшкин, выпускник Хорового училища им. Свешникова[1] и РАМ им. Гнесиных, ученик нидерландского дирижера Марселя Ферхуфф[2].
- Хормейстер — Ярослав Нестерчук, выпускник РАМ им. Гнесиных, ученик проф. В. О. Семенюка.

## Творчество
В основе репертуара духовная музыка, хоровые произведения русских и зарубежных композиторов, а также авторские обработки народных и советских песен. Особое внимание коллектив уделяет исполнению сочинений подольских композиторов (В. Агафонникова и А. Соколова).

## Участие в фестивалях и конкурсах
- I Всероссийский хоровой праздник им. М. Гривского, Псков (сентябрь 2022)[5].
- Музыкальный марафон "Русский Парнас" в музее-усадьбе "Остафьево", Москва (июль 2022)[6][7].
- Международный конкурс духовной музыки «Синодальное наследие», посвященный 130-летию русского и советского дирижера Николая Голованова — гран-при (Москва, 2021)[8].
- Московский областной хоровой  фестиваль "Поющее Подмосковье" — гран-при (Подольск, 2021, 2022)[9].
- Московский областной фестиваль классической музыки "Симфония лета" (Подольск, 2021, 2022)[10].
- Московский областной фестиваль "Музыка души"[11] (Подольск, 2021,2022)
- II Всероссийский хоровой праздник им. М. Гривского, Псков (июнь 2023)[12][13]
- Музыкальный марафон "Русский Парнас" в музее-усадьбе "Остафьево", Москва (июль 2023)[14][15]
- Открытый международный вокальный фестиваль "Московская a cappella", Москва (август 2024)[16]